# Paul Santner
Paul Santner (* 1992 in Salzburg) ist ein österreichischer Jazzmusiker (Gitarre, Kontrabass, Gesang).

## Wirken
Santner begann bereits im Alter von sechs Jahren Klavier und Trompete zu spielen. Mit 14 Jahren erhielt er Unterricht auf dem Kontrabass am Musikum Salzburg; mit 17 Jahren begann er, Gitarre zu erlernen. Er besuchte das Musische Gymnasium Salzburg und erhielt  mehrere Preise (u. a. erster Preis bei Jugend musiziert in Österreich und den Joe-Zawinul-Preis bei podium.jazz.pop.rock). Er zog nach Berlin, wo er von 2011 bis 2015 Gitarre bei Kurt Rosenwinkel und Kontrabass bei Greg Cohen am Jazz-Institut Berlin studierte.
Seitdem lebt Santner als freischaffender Musiker in Berlin. Bereits während seines Studiums gehörte Santner mit seinem Bruder Max Santner am Schlagzeug zum Quartett von Philipp Harnisch, mit dem er drei Alben veröffentlichte. Mit dem Sextett Sun Dew legte er zwei Tonträger vor. Weiterhin arbeitete er mit 1000 gram, mit Bitter Blond um Pauline Peek, mit Rachel Sermanni, Kurt Rosenwinkel, Stefano Bollani und Friederike Merz; er tritt aber auch im eigenen Trio und als Solist auf.
Seine Konzerttätigkeit führte ihn durch Europa; er gastierte auf Festivals wie dem Jazz in Marciac, Museumsuferfest Frankfurt, Überjazz Festival, What Is Music Festival Burgos oder dem Vilnius Mama Jazz Festival.

## Diskographische Hinweise
- Philipp Harnisch Quartet: Black Field (Listen Closely 2014, mit Elias Stemeseder, Max Santner)
- Sun Dew (Laborie Jazz 2017, mit Héloïse Lefebvre, Paul Audoynaud, Liron Yariv, Johannes von Ballestrem, Christian Tschuggnall)
- 1000 Gram: By All Dreams Necessary (Staatsakt 2018, mit Moritz Lieberkühn, Anna Roxenholt, Alexander Simm, Arne Braun, Lukas Akintaya)
- Sun Dew This Secret Cay (Heartcore Records 2018, mit Héloïse Lefebvre, Paul Audoynaud, Liron Yariv, Johannes von Ballestrem, Christian Tschuggnall)